# Phalaenopsis gersenii
Phalaenopsis gersenii är en orkidéart som först beskrevs av Johannes Elias Teijsmann och Simon Binnendijk, och fick sitt nu gällande namn av Robert Allen Rolfe. Phalaenopsis gersenii ingår i släktet Phalaenopsis och familjen orkidéer. Inga underarter finns listade i Catalogue of Life.